# サン・ペドロ県

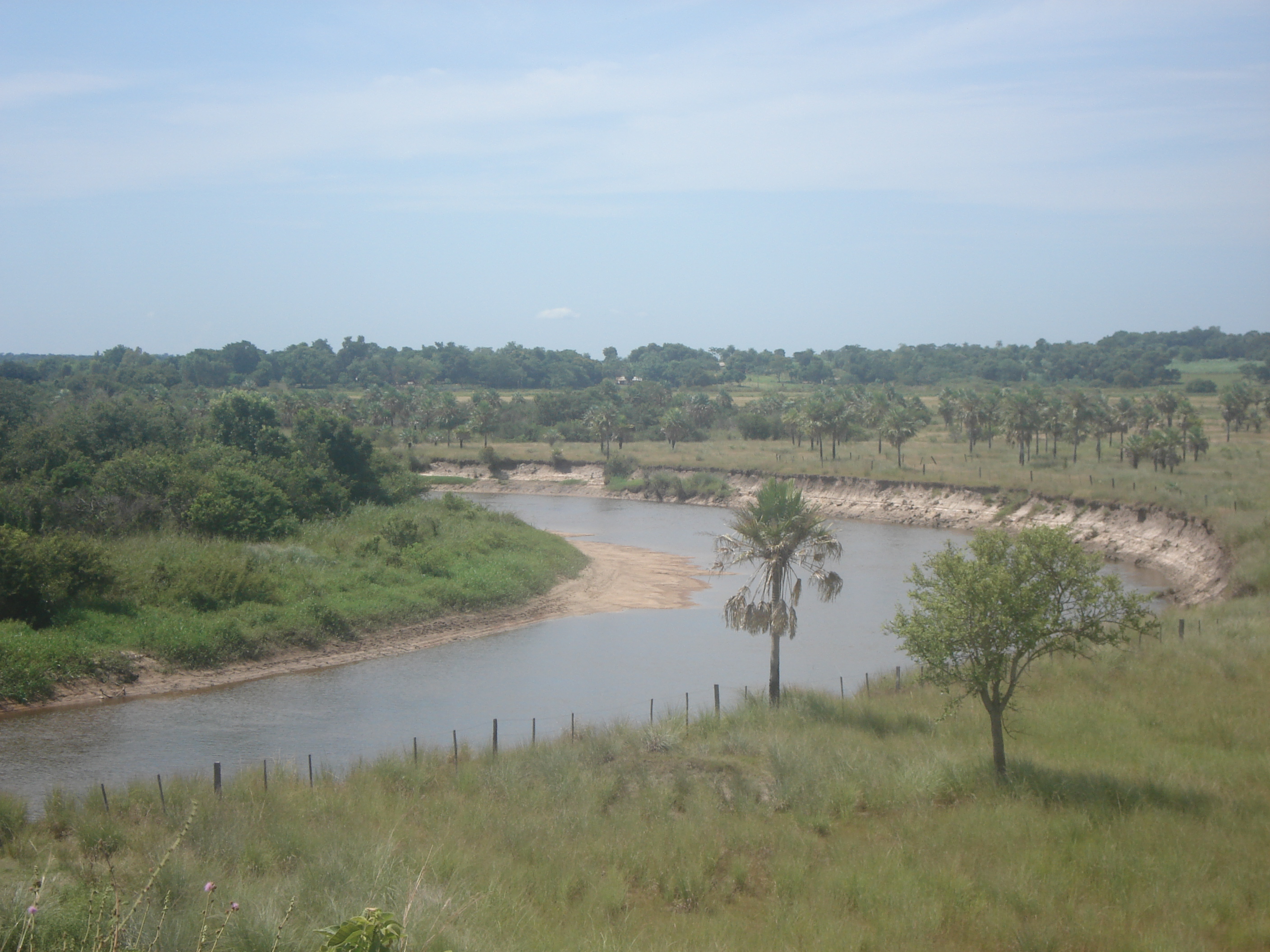
ヤグイ川

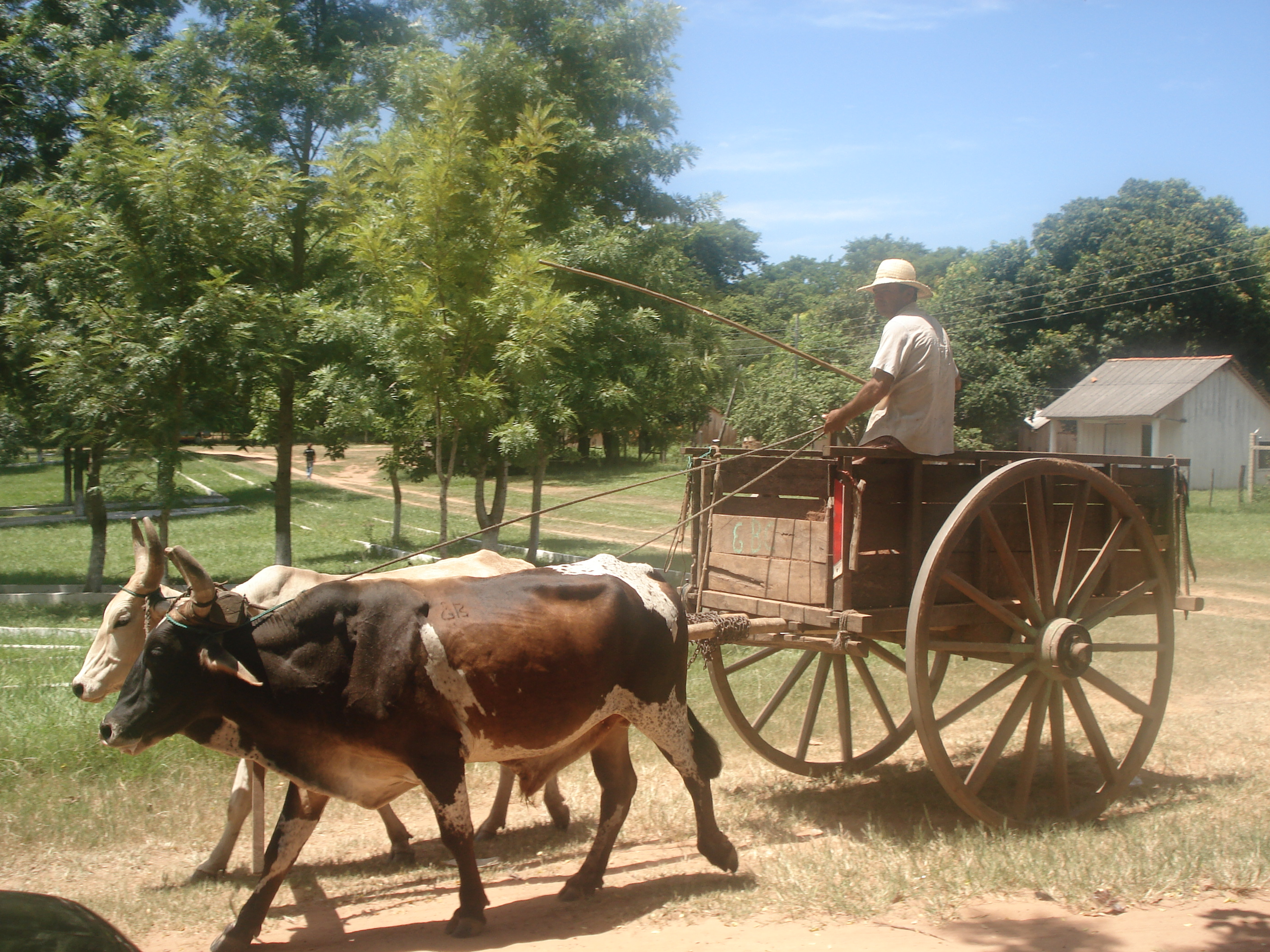
12月25日の牛車

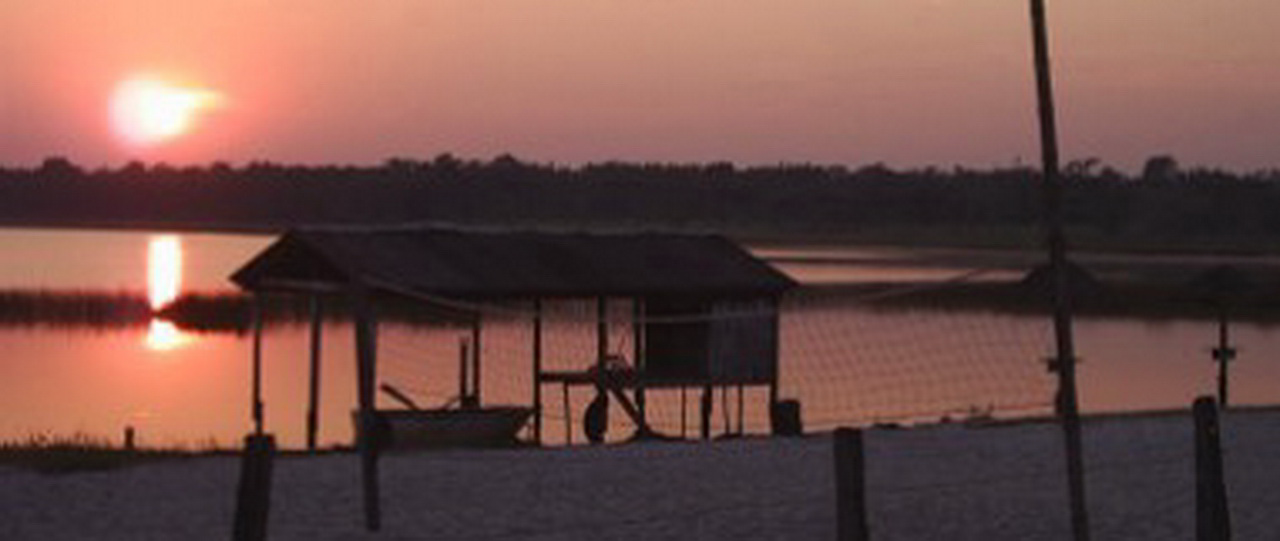
聖ローサのブランカ湖の夕陽

サン・ペドロ県（サン・ペドロけん、スペイン語: Departamento de San Pedro、スペイン語発音: [sam ˈpe.ðɾo]）は、パラグアイ中央部の県。
2016年の人口は41万4503人で、18県中6位。
県都はサン・ペドロ。

## 人口
- 2000年7月1日：33万3882人
- 2005年7月1日：35万9431人
- 2010年7月1日：38万4151人
- 2016年7月1日：41万4503人

## 隣接県
- 北：コンセプシオン県
- 北東：アマンバイ県
- 東：カニンデジュ県
- 南東：カアグアス県
- 南：コルディエラ県
- 西：プレシデンテ・アイェス県

## 主要都市
- サン・エスタニスラオ（英語版）：1万8400人
- サン・ペドロ（英語版）：9490人(県都)

## 歴史
1660年、アレカハで先住民が郵便局を襲撃し、町の破壊に成功した。
1749年、サン・エスタニスラオが建設された。
1786年、ロサリオ村とサン・ペドロが建設された。
1906年、サン・ペドロ県が設置された。
1973年、現在の領域が確定した。

## 気候
最高気温記録が38℃、最低気温記録は10℃、年間平均気温は23℃。
湿度は70～80%で、年間降水量は1324mm。

## 観光
- ブランカ湖（英語版）

## 参考資料
- Illustrated Geography of Paraguay, 2007. Arami S. R. L. Distributor.
- Geography of Paraguay, First Edition 1999, Editorial Hispana Paraguay S. R. L.